# Konstantin Hierl
Konstantin Hierl (24 de febrero de 1875 - 23 de septiembre de 1955) fue un político y funcionario nazi, hermano del obispo auxiliar de Ratisbona, Johann Baptist Hierl y marido de la actriz Vera Hartegg. Llegó a ser líder de la Reichsarbeitsdienst, institución que velaba por el empleo durante la Gran Depresión.

## Biografía
Konstantin Hierl nació el 24 de febrero de 1875 en el pequeño municipio de Parsberg, en Baviera (sudeste de Alemenia). Entre 1899 y 1902, asistió a la Escuela Superior de Guerra. De 1909 a 1911 fue del 17º regimiento de infantería de Baviera. Durante la Primera Guerra Mundial fue nombrado teniente coronel.
En 1919, como mayor del Departamento Político de la organización militar Reichswehr en Múnich, envió al exsoldado Adolf Hitler a infiltrarse en el Partido Obrero Alemán, donde descubrió que bajo ese nombre teóricamente de izquierdas, la ideología real era de extrema derecha y que al final, terminaría convirtiéndose en el Partido Nacionalsocialista Alemán de los Trabajadores (NSDAP).
El 5 de junio de 1931, dos años antes de que el partido nazi subiera al poder, Hierl se convirtió en el jefe de la Reichsarbeitsdienst, una organización voluntaria apoyada por el Estado cuyo objetivo era fomentar el empleo dentro del marco de la Gran Depresión que afectaba a todo el mundo. En ese momento, Hierl era ya un alto miembro del NSDAP y cuando el partido tomó el poder en 1933, Hitler nombró a Hierl Secretario de Estado del Trabajo, Jefe del Trabajo del Reich en 1935, Reichsleiter en 1936 y Reichsminister en 1943. El 24 de febrero de 1945, se le otorgó la medalla a la Orden Alemana, la más alta distinción que ofrecía el partido nazi a una persona por sus servicios al Reich.
Tras sobrevivir a la Segunda Guerra Mundial, Hierl fue juzgado y declarado culpable. Fue condenado a 5 años a realizar trabajos forzados y sus bienes fueron requisados. Tras su liberación, Hierl publicó sus memorias bajo el título "Al servicio de Alemania, 1918-1945" en 1954. Murió un año después en Heidelberg.